# Nokia 3410
Le Nokia 3410 est un téléphone mobile créé et commercialisé par Nokia en 2002. Ce téléphone remplace le 3310 et possède par défaut une coque vert-gris, qui peut être personnalisée. Il possède un écran monochrome.
On peut avec ce téléphone télécharger des applications Java par WAP. Des thèmes permettent de personnaliser le téléphone en toute circonstance notamment avec ses écrans de veille.
Il possède une horloge avec une alarme, un chronomètre, une calculatrice, un convertisseur monétaire, des applications de notes et rappels, 5 jeux et du chat par SMS. Le téléphone peut télécharger des jeux supplémentaires et possède un accès à l'internet mobile.

## Design
Le 3410 est compact et léger avec ses 114 grammes. Il est un des premiers téléphones Nokia à posseder les boutons composer et raccrocher. Le bouton d'alimentation est situé sur la tranche du haut du téléphone.